# Goncalı (Denizli)
Goncalı, est un village du district de Denizli dans la province du même nom en Turquie. La ville antique de Laodicée du Lycos se trouvait à cet emplacement.